# Programa FAPESP Pesquisa Inovativa em Pequenas Empresas - PIPE
O Programa FAPESP Pesquisa Inovativa em Pequenas Empresas - PIPE foi criado em 1997 pela Fundação de Amparo à Pesquisa do Estado de São Paulo para apoiar a execução de pesquisa científica e/ou tecnológica em pequenas empresas do Estado de São Paulo.

## Finalidade
O Programa PIPE - FAPESP destina-se a dar apoio a pequenas empresas sediadas no Estado de São Paulo para a execução de pesquisa científica e/ou tecnológica.
Os projetos de pesquisa selecionados para apoio no PIPE devem ser desenvolvidos por pesquisadores que tenham vínculo empregatício com pequenas empresas ou que estejam associados a elas para sua realização.

## Objetivos
São objetivos do PIPE:
a) Apoiar a pesquisa em ciência e tecnologia como instrumento para promover a inovação tecnológica, promover o desenvolvimento empresarial e aumentar a competitividade das pequenas e micro empresas;
b) Criar condições para incrementar a contribuição da pesquisa para o desenvolvimento econômico e social;
c) Induzir o aumento do investimento privado em pesquisa tecnológica;
d) Possibilitar que pequenas empresas se associem a pesquisadores do ambiente acadêmico em projetos de pesquisa visando a inovação tecnológica;
e) Contribuir para a formação e o desenvolvimento de núcleos de desenvolvimento tecnológico nas pequenas empresas e para a colocação de pesquisadores no mercado de trabalho empresarial.

## PIPE Empreendedor
O programa PIPE Empreendedor - fruto de parceria entre a FAPESP, o Serviço Brasileiro de Apoio às Micro e Pequenas Empresas de São Paulo (Sebrae-SP) e o W. Institute - é uma sequência do programa PIPE FAPESP oferecido a empreendedores do PIPE para capacitação em gestão de negócios.
Seu objetivo é ampliar a visão de mercado, ensinar técnicas de elaboração de plano de negócios e preparar empresas participantes do programa PIPE - FAPESP para investimentos de risco, através de aulas interativas de marketing, logística, liderança, entre outros temas relacionados ao mercado.